# Dassanetch (Volk)

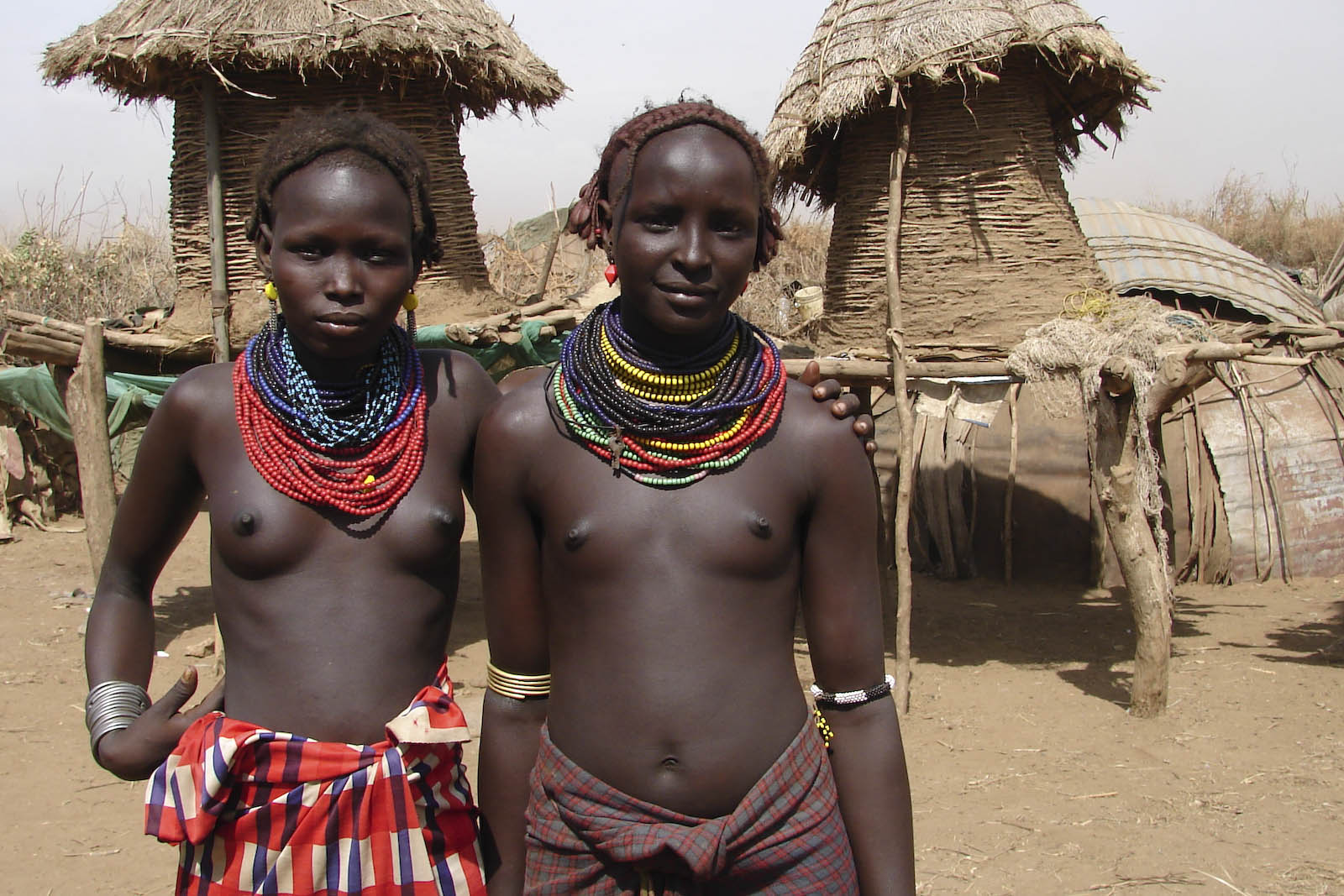
Dassanetch in Äthiopien

Die Dassanetch (auch Dhaasanac, Dassanach, Dassanech, Dasanach, Dasanetch geschrieben) sind ein Hirtenvolk, das in Südwest-Äthiopien und Nordost-Kenia im Flachland am Unterlauf des Flusses Omo und am nördlichen und nordöstlichen Ufer des Turkanasees lebt. In Äthiopien wurden bei der Volkszählung 2007 48.067 Personen als Dassanetch registriert, größtenteils in der Woreda Kuraz in der Region der südlichen Nationen, Nationalitäten und Völker; in Kenia sind es einige Tausend.
Die benachbarten Völker (Nyangatom im Norden, Hamar im Osten, Turkana im Süden und Westen) nennen die Dassanetch Geleb. In älteren Quellen erscheinen auch die Bezeichnungen Merille und Reshiat. Wie ihre Nachbarn leben die Dassanetch vor allem von der Rinderhaltung, daneben bauen sie auch Sorghum, Mais und Bohnen an und betreiben Fischerei. Auf den Märkten werden lokale sowie importierte Produkte verkauft. Zunehmend hat auch der Tourismus für die Dassanetch Bedeutung.
Die Sprache der Dassanetch gehört zur Omo-Tana-Untergruppe der ostkuschitischen Sprachen aus der afroasiatischen Sprachfamilie.
Die Dassanetch unterteilen sich in acht Stammesabteilungen, von denen einige von anderer Herkunft sind und sich im Laufe der Geschichte den Dassanetch anschlossen. Diese Sektionen sind weiter in Clans unterteilt, die ihrerseits in „Häuser“ oder „Familien“ untergliedert sind. Oft sind Clans über mehrere Sektionen verteilt. Die Dassanetch identifizieren sich vorwiegend über ihre Zugehörigkeit auf Clan-Ebene. Des Weiteren gibt es zwei endogame Moieties und ein System von Altersklassen. Traditionell werden die beiden unteren Schneidezähne entfernt.
Erstmals schriftlich erwähnt wurden die Dassanetch – unter der Bezeichnung Reshiat – 1892 von dem Forschungsreisenden Ludwig von Höhnel, der 1888 mit Sámuel Teleki als erster Europäer das Gebiet des Turkanasees besucht hatte. Es folgten weitere Erwähnungen in Forschungsberichten um die Jahrhundertwende, die sich jedoch eher mit der Geographie als mit den Bewohnern des Gebietes befassten. Zur Zeit der italienischen Besetzung Äthiopiens fanden die Dassanetch in den 1930er und 1940er Jahren in einigen italienischen ethnographischen Studien Erwähnung.